# Tęczowa Madonna

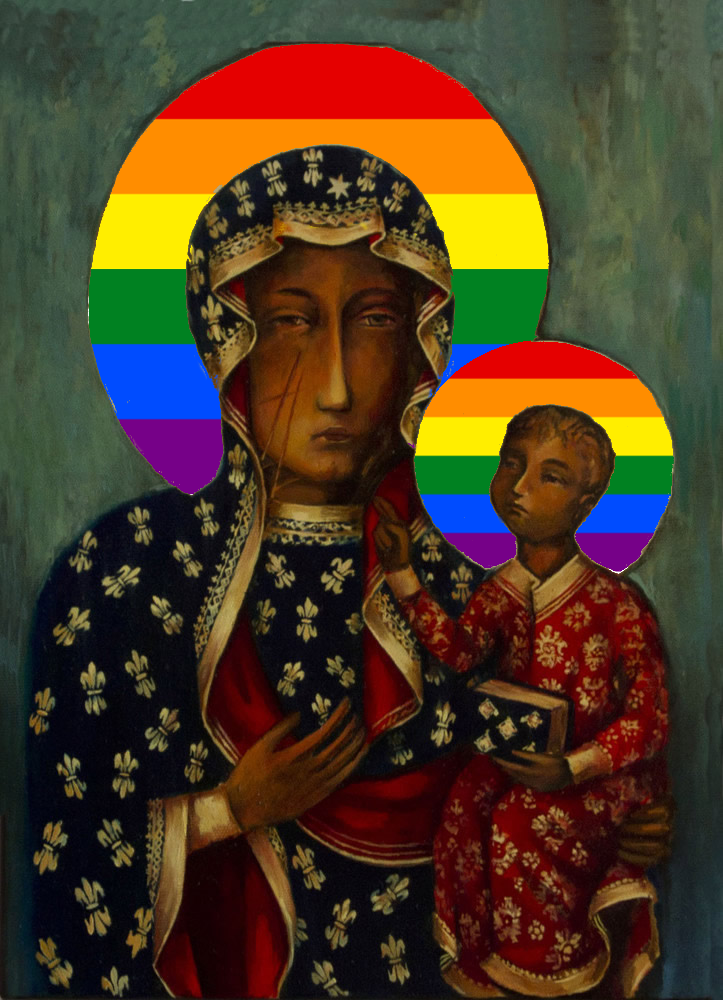
Tęczowa Madonna, adaptacja Czarnej Madonny

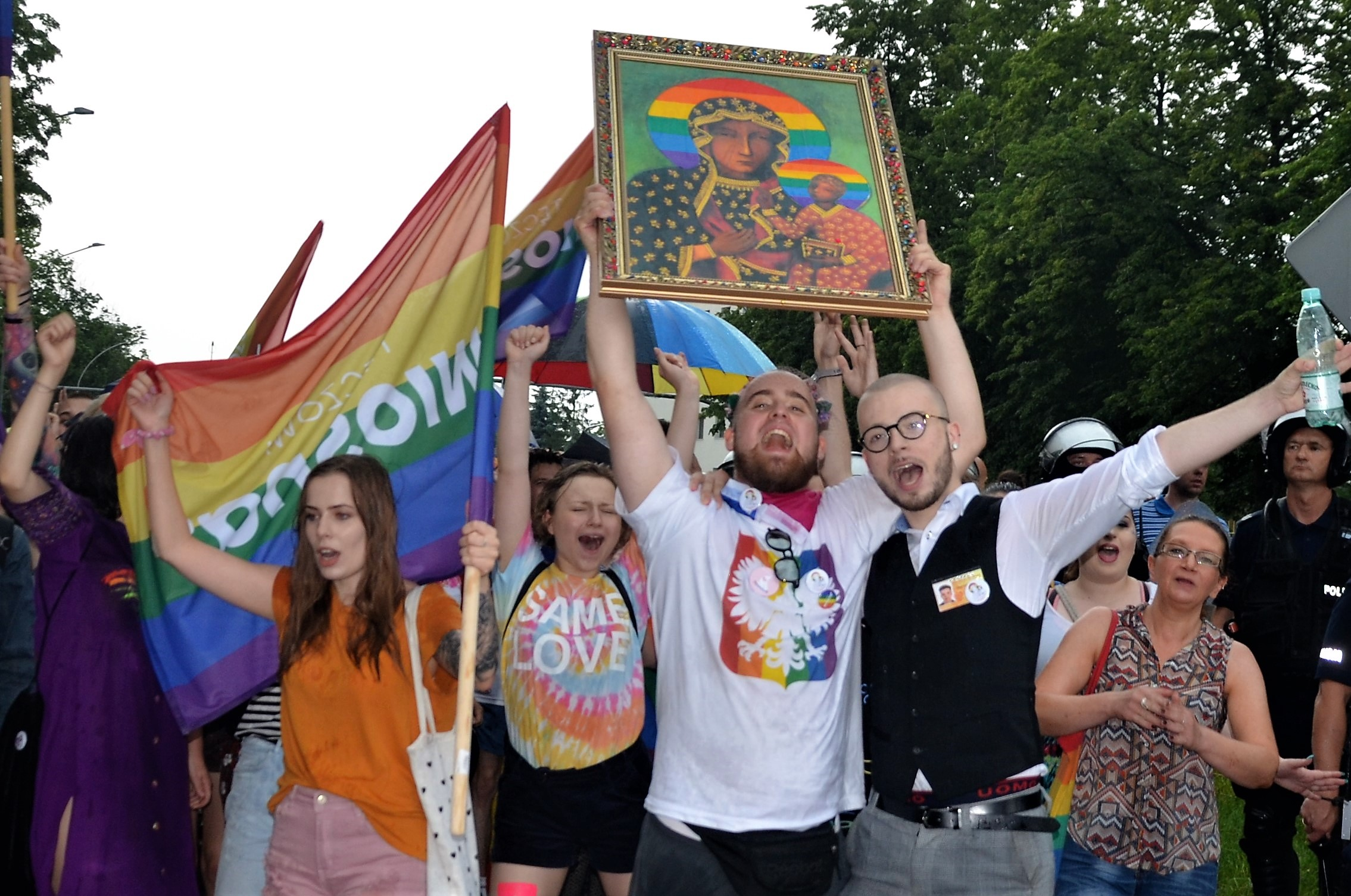
Tęczowa Madonna niesiona przez uczestników Marszu Równości w Częstochowie w 2019 roku

Tęczowa Madonna – adaptacja obrazu Matki Bożej Częstochowskiej, w której aureole Jezusa i Maryi zmieniono na flagę LGBT. Ta modyfikacja obrazu, stworzona przez działaczkę na rzecz praw obywatelskich Elżbietę Podleśną, budzi kontrowersje w przeważająco katolickiej Polsce, gdzie oryginalny obraz jest obiektem kultu.

## Problemy prawne
Elżbieta Podleśna w 2019 roku została aresztowana przez polską policję za profanację wizerunku. 13 stycznia 2020 Elżbieta Podleśna, razem z dwiema innymi aktywistkami, została oskarżona o „obrazę uczuć religijnych” na podstawie art. 196 kodeksu karnego.  W listopadzie 2020 roku Amnesty International, Kampania Przeciw Homofobii,  Freemuse, Front Line Defenders, Human Rights Watch i ILGA-Europe zaapelowały o wycofanie zarzutów. 2 marca 2021 aktywistki zostały uniewinnione. 28 marca 2024 roku decyzja została podtrzymana przez Sąd Najwyższy.
W 2021 roku do prokuratury wpłynęło zawiadomienie o obrazie uczuć religijnych związane z pojawieniem się wizerunku Tęczowej Madonny na Marszu Równości w Częstochowie.
W 2022 roku uczestniczka Marszu Równości w Częstochowie niosąca wizerunek Tęczowej Madonny została skazana wyrokiem nakazowym na 5 miesięcy ograniczenia wolności i prace społeczne, jednak na skutek sprzeciwu od tego wyroku sąd wyznaczył termin rozpoczęcia procesu na 25 października 2023 roku.
W 2023 roku uczestnicy Marszu Równości w Częstochowie nieśli wizerunek Tęczowej Madonny, jednak zostali poproszeni przez zespół antykonfliktowy o jego schowanie po tym, jak jeden z uczestników kontrmanifestacji próbował go przejąć. Mimo to do Prokuratury Rejonowej Częstochowa-Północ po około miesiącu po paradzie wpłynęło zawiadomienie dotyczące obrazy uczuć religijnych.

## Reakcje na wydarzenia z 2019 roku

### W Polsce
Afera związana z Tęczową Madonną przyciągnęła znaczną uwagę w polskich mediach. W obronie aktywistki zorganizowano protesty pod hasłem „tęcza nie obraża”. Z badania przeprowadzonego przez Kantar wynika, że większość Polaków identyfikujących się jako osoby religijne nie czuła się urażona wizerunkiem Tęczowej Madonny.

### Na świecie
Aresztowanie zostało potępione przez Amnesty International, Helsińską Fundację Praw Człowieka i Human Rights Watch.
Po wydarzeniach z 2019 roku Kościół Episkopalny w Stanach Zjednoczonych zwrócił się o zgodę na sprzedaż koszulek z wizerunkiem Tęczowej Madonny, z przeznaczeniem dochodów na wsparcie polskiej społeczności osób transpłciowych.
Holenderscy katolicy napisali list otwarty do prokuratora generalnego Zbigniewa Ziobry, pod którym podpisali się prowincjałowie trzech zakonów: franciszkanin Theo van Andrichem, montfortanin Peter Denneman i dominikanin René Dinklo, rektor klasztoru redemptorystów w Wittem, kilku pomniejszych rangą zakonników, siostra zakonna i kilku świeckich teologów. W liście tym piszą, że nie ma dla nich lepszego symbolu opieki niż Maryja, a Kościół katolicki powinien, zgodnie z nauczaniem papieża, traktować osoby LGBT z szacunkiem i miłością.
Wizerunek Tęczowej Madonny stał przy ołtarzu w kościele katolickim w Enid w Stanach Zjednoczonych. Ustawił go tam w czerwcu 2020 dziekan ortodoksyjnego Kościoła katolickiego James Neal, a przed kościołem powiesił baner „Wszyscy tu jesteście mile widziani”.